# Shadow Sorcerer
Shadow Sorcerer ist nach Heroes of the Lance und Dragons of Flame der dritte Titel, den der britischen Entwickler U.S. Gold im Auftrag von Strategic Simulations, Inc. auf Grundlage der Kampagnenwelt Drachenlanze des Rollenspiel-Regelwerks Advanced Dungeons & Dragons entwickelte. Er wurde erstmals im Jahr 1991 veröffentlicht und erschien für die Plattformen Amiga, Atari ST und MS-DOS.

## Handlung
Die Handlung knüpft inhaltlich an die Erzählung von Heroes of the Lance und Dragons of Flame an. Sie entspricht den Kampagnenmodulen Dragons of Hope und Dragons of Desolation, als Roman von Margaret Weis und Tracy Hickman auch unter dem Titel Dragons of the Dwarven Depths (dt.: Das Reich der Zwerge (2008), Die verlorenen Chroniken der Drachenlanze Band 1) veröffentlicht. Der Spieler steuert diesmal jedoch eine lediglich vierköpfige Heldengruppe, die 800 Sklaven aus der Festung Pax Tharkas befreit hat. Diese muss er nun durch die Wildnis zur Zwergenstadt Throbardin eskortieren. Doch sie werden von der Drakonierarmee des Fürsten Verminaard verfolgt, vor deren Nachstellung der Spieler den Flüchtlingskonvoi bewahren muss.

## Spielprinzip
Das Spielablauf wechselt hauptsächlich zwischen zwei Bereichen, einer strategischen Überlandkarte und der dreidimensionalen, isometrischen Wildniskarte. Auf der aus Hexagonalfeldern aufgebauten Überlandkarte legt der Spieler die Reiseroute fest. Seine Heldengruppe wird durch eine goldene Statuette symbolisiert, die Sklavengruppe durch eine silberne, die der Heldengruppe in gewissem Abstand folgt. Von der Überlandkarte aus tritt der Spieler zudem regelmäßig in Verhandlungen mit den Anführern der Sklaven, bei denen er sie davon überzeugen muss, weiterhin der Heldengruppe nach Throbardin zu folgen. Um die Sklaven regelmäßig überzeugen zu können, muss der Spieler unter anderem regelmäßig Nahrung für die Flüchtlinge finden. Kommt es während der Reise zu einer Begegnung oder entdeckt der Spieler einen speziellen Dungeon, wechselt die Ansicht zu einer isometrischen Wildniskarte. Das gesamte Spielgeschehen verläuft in Echtzeit und wird mit Hilfe einer Point-and-Click-Benutzeroberfläche gesteuert. Für erfolgreich überstandene Kämpfe erhalten die Spielfiguren Erfahrungspunkte und können so im Laufe des Spiels weiterentwickelt werden. Weiterhin finden sich in Dungeons und den Hinterlassenschaften getöteter Gegner Ausrüstungsgegenstände, die von der Heldengruppe genutzt werden können.

## Rezeption
Todd Threadgill vom US-amerikanischen Computerspiel-Printmagazin Computer Gaming World bezeichnete das Spiel „als großen Schritt vorwärts für die Spielbarkeit von AD&D-Computerspielen“. Den Diplomatieteil bezeichnete er als größtenteils unlogisch und frustrierend. Allen Rausch von GameSpy kritisierte in einer Retrospektive hauptsächlich die mangelhafte Wegfindung, die bei Unaufmerksamkeit des Spielers aus den Figuren bewegungsunfähige Zielscheiben für gegnerische Angriffe machte. Volker Weitz von der Power Play vergab 43 %, wobei er den Entwicklern in seinem Testbericht vorwarf, sie hätten das Spiel „derart schlampig zusammenprogrammiert, daß es mit der Freude bald vorbei ist“. Neben der Wegfindung bemängelte er die unübersichtliche Inventarführung und viele kleinere technische Mängel. Der Amiga Joker lobte die Steuerung und Menüführung sowie Grafik und Animationen des Spiels. Kritisiert wurde lediglich der Verzicht auf individuelle Gegenstandsbeschreibungen.

“Small problems aside, Shadow Sorcerer is a welcome improvement to previous action releases in the series and yet another refinement to a gaming system that is showing remarkable versatility.”

„Von kleineren Problemen abgesehen ist Shadow Sorcerer eine willkommene Verbesserung der vorherigen Action-Veröffentlichungen in der Reihe und eine weitere Verbesserung eines Spielsystems, das eine erstaunliche Vielseitigkeit beweist.“

“Rather than being another side-scrolling game, Shadow Sorcerer could almost be classified as a very early real-time strategy game. Gamers who had wished for SSI to abandon its mediocre attempts at a side-scroller were about to get what they wanted, and they weren't going to like it.”

„Statt lediglich ein weiterer Side-Scroller zu sein, könnte man Shadow Sorcerer fast als ein sehr frühes Echtzeit-Strategiespiel bezeichnen. Spieler, die sich gewünscht hatten, dass SSI die mittelmäßigen Side-Scroller-Versuche aufgibt, bekamen das, was sie sich gewünscht hatten, und es sollte ihnen nicht gefallen.“